# Maria Comnena (filla d'Aleix I)
Maria Comnena, en grec medieval Μαρία Κομνηνή, va néixer el 19 de setembre de 1085 i va morir després de l'any 1136. Era la segona filla de l'emperador Aleix I Comnè i d'Irene Ducena. Inicialment va ser promesa a Gregori Gabras, però es va casar amb Nicèfor Catacaló.

## Biografia
Com a filla d'un emperador regnant, al moment de néixer ja va tenir el títol de Porfirogènita (Πορφυρογέννητα), que vol dir "nascuda en la porpra". L'any 1094 els seus pares la van prometre a Gregori Gabras, el fill del dux de Càldia Teodor Gabras. Gregori Gabras, que ja era a Constantinoble, pel que sembla es va veure involucrat en una conspiració contra l'emperador, va intentar escapar del palau i fugir al costat del seu pare, però va ser arrestat i es va anul·lar el prometatge.
Finalment, entre el 1099 i el 1100 Maria es va casar amb Nicèfor Catacaló, fill de Constantí Euforbè Catacaló, un dels principals generals d'Aleix I, amb qui tenia molta confiança. En aquesta ocasió, Nicèfor Catacaló va rebre el títol de Panipersebast, que es donava als nobles relacionats íntimament amb la família imperial. Juntament amb la seva mare i les seves germanes, Maria era al costat del seu pare moribund l'any 1118.
El seu marit també va morir jove, en algun moment entre 1118 i 1130. Maria i Nicèfor van tenir diversos fills, però només es coneix nom de dos, Aleix Comnè i Andrònic Comnè, que van ocupar càrrecs importants cap a finals d'aquell segle. Un altre fill, Joan, és conegut només perquè es menciona en el típicon del monestir de Crist Filantrop.
En l'Alexíada, la seva germana gran Anna Comnena en parla amb molt d'afecte i elogia la seva virtut, especialment la seva actitud durant els últims dies del seu pare.